# Fánipal
Fánipal (en bielorruso: Фа́ніпаль) o Fánipol (en ruso: Фа́ниполь) es una ciudad subdistrital de Bielorrusia, perteneciente al distrito de Dziarzhynsk de la provincia de Minsk.
En 2023, la ciudad tenía una población de 17 768 habitantes. Da nombre al consejo rural homónimo que la rodea, pero no forma parte del mismo ni es su centro administrativo.
Se ubica a medio camino entre la capital nacional Minsk y la capital distrital Dziarzhynsk sobre la carretera P1.